# Ophiopristis sertata
Ophiopristis sertata är en ormstjärneart som först beskrevs av George Richard Lyman 1869.  Ophiopristis sertata ingår i släktet Ophiopristis och familjen knotterormstjärnor. Inga underarter finns listade i Catalogue of Life.